# Козјак (Карбинци)
Козјак (мкд. Козјак) је насеље у Северној Македонији, у источном делу државе. Козјак је село у саставу општине Карбинци.

## Географија
Козјак је смештен у источном делу Северне Македоније. Од најближег града, Штипа, насеље је удаљено 12 km северно.
Насеље Козјак се налази у историјској области Овче поље. Насеље је положено у долини реке Брегалнице, на левој обали реке. Југоисточно од насеља уздиже се побрђе Јуруклук, најнижи део планине Плачковице ка истоку. Надморска висина насеља је приближно 350 метара.
Месна клима је блажи облик континенталне због близине Егејског мора (жарка лета).

## Становништво
Козјак је према последњем попису из 2002. године имао 51 становника.
Већинско становништво су етнички Македонци (99%), а остало су Срби. Турци су били већинско становништво насеља до почетка 20. века, а потом су се спонтано иселили у матицу.
Претежна вероисповест месног становништва је православље.